# هنري جونز فورد
هنري جونز فورد (بالإنجليزية: Henry Jones Ford)‏ هو صحفي وعالم سياسة أمريكي، ولد في 25 أغسطس 1851 في بالتيمور في الولايات المتحدة، وتوفي في 29 أغسطس 1925 في Blue Ridge Summit, Pennsylvania ‏ في الولايات المتحدة.